# Cylicolaimus magnus
Cylicolaimus magnus är en rundmaskart som först beskrevs av J.P. Villot 1875.  Cylicolaimus magnus ingår i släktet Cylicolaimus och familjen Leptosomatidae. Arten är reproducerande i Sverige. Inga underarter finns listade i Catalogue of Life.